# 樋口好古
樋口 好古（ひぐち よしふる）は、江戸時代の武士・農政家。名前については「よしもと」と読む物もある。

## 略歴
寛延3年（1750年）10月25日、尾張国で樋口又右衛門の子として生まれる。樋口兼光の末裔という。
安永3年（1774年）、浪人していた好古は25歳で尾張藩の勘定方並手代として召し抱えられ、天明元年（1781年）には元方手代、天明3年（1783年）には国方手代となった。この前後に尾張藩の参政（家老）であった人見黍から『三事忠告』の邦訳を任され、天明6年（1786年）に『牧民忠告解』を著した。この際には弟の邦古も共に校正などを行なっている。
寛政元年（1789年）、40歳にして国方吟味役並となった好古は、寛政4年（1792年）4月に小牧代官支配の村々を巡検した記録として『郡村徇行記』の最初の一冊を著した。同年12月には国方吟味役。
寛政11年（1799年）には50歳で地方吟味役頭取、文化2年（1805年）閏8月、56歳で大代官格・勘定吟味役頭取となり、文化5年（1808年）には大代官を兼務。文政元年（1818年）7月には73歳で錦織奉行並と代官を兼務するなど老いてなお仕事に励みながら文政5年（1822年）に『郡村徇行記』全39巻を完成させた。文政7年（1824年）には書物奉行、文政9年（1826年）4月には中奥番格となったが、同年6月1日没。享年77。樋口家は嫡男の方古が継いだ。
墓所は本要寺に置かれたが、後に平和公園に移設されている。

## 人物
好古についてあまり詳細な記録は無いが、小吏から藩の地方行政に深く関わる立場まで登ったこともあり、人望に厚く非常に勤勉で頭の回転が早い人物であったとされ、『税賦参定指南』や『明律詳解』など多くの著書がある。一方で読書や題詩を楽しむ人物で詩稿数十巻があったことや、奇木を集める趣味があったことなども伝わっている。